# سيسيليا سانتياغو
سيسيليا سانتياغو (بالإسبانية: Cecilia Santiago) هي لاعبة كرة قدم مكسيكية، ولدت في 19 أكتوبر 1994 في سيوداد نيزاهوال كويوتل في المكسيك. شاركت مع منتخب المكسيك تحت 17 سنة للسيدات لكرة القدم ‏ ومنتخب المكسيك لكرة القدم للسيدات. أما مع النوادي، فقد لعبت مع أبولون ليماسول وبوسطن بريكرز وسانتوس لاغونا ونادي كانساس سيتي.

## وصلات خارجية
- سيسيليا سانتياغو على موقع الاتحاد الدولي (مؤرشف)  (الإنجليزية)
- سيسيليا سانتياغو على موقع الاتحاد الأوربي (الإنجليزية)
- سيسيليا سانتياغو على موقع بطولة كرة القدم المكسيكية للسيدات (الإسبانية)
- سيسيليا سانتياغو على موقع قاعدة بيانات كرة القدم.إي يو (الإنجليزية)
- سيسيليا سانتياغو على موقع Soccerway.com (الإنجليزية)
- سيسيليا سانتياغو على موقع عالم كرة القدم.نت (الإنجليزية)